# Jann George
Jann-Christopher George (* 31. Juli 1992 in Nürnberg) ist ein deutscher Fußballspieler mit US-amerikanischen Wurzeln. Der Stürmer steht seit August 2022 bei der SpVgg Bayreuth unter Vertrag.

## Karriere
George begann seine Karriere 1996 bei der SG Nürnberg Fürth und wechselte 2002 in die Jugend des 1. FC Nürnberg. Dort durchlief er sämtliche Jugendmannschaften und kam am 13. April 2010 erstmals für dessen zweite Mannschaft beim 3:0-Sieg gegen die zweite Mannschaft des Karlsruher SC in der Regionalliga Süd zum Einsatz. Sein erstes Tor erzielte er am 7. September 2011 bei der 1:2-Niederlage gegen den FC Bayern Alzenau. Nach insgesamt 39 Spielen und elf Toren für die zweite Mannschaft des Club wurde er Anfang November 2012 suspendiert.
Wenige Wochen später unterschrieb er einen Vertrag beim TSV 1860 München, der ab Januar 2013 galt. Er sollte am Trainingslager der Zweitligamannschaft teilnehmen, musste jedoch aufgrund von Knieproblemen passen. Mitte Februar kam er im Trainingslager der zweiten Mannschaft zu zwei Testspieleinsätzen, danach fiel er wegen Problemen mit den Waden- und Achillessehnen erneut aus. Ende April wurde der Vertrag mit den Münchner Löwen vorzeitig aufgelöst.
Im Juli 2013 wechselte er dann zur SpVgg Greuther Fürth, für dessen zweite Mannschaft er am 9. August 2013 beim 3:2-Sieg gegen den TSV 1896 Rain in der Regionalliga Bayern debütierte. Am 24. Oktober 2014 kam er bei der 2:5-Niederlage gegen den FSV Frankfurt erstmals für die erste Mannschaft in der 2. Bundesliga zum Einsatz.
Zur Saison 2015/16 wechselte George zum SSV Jahn Regensburg in die Regionalliga Bayern. Er unterschrieb einen Vertrag mit einer Laufzeit bis zum 30. Juni 2016, der sich aufgrund einer Klausel am Saisonende bis 2017 verlängerte. George kam in der Spielzeit 27-mal zum Einsatz und gewann mit dem Verein die Meisterschaft. Nach erfolgreichen Aufstiegsspielen gegen die zweite Mannschaft des VfL Wolfsburg stieg er mit dem Team in die 3. Liga auf. Dort qualifizierte er sich mit seiner Mannschaft als Tabellendritter erneut für die Relegationsspiele und setzte sich dort gegen den TSV 1860 München durch, was den Aufstieg in die 2. Bundesliga bedeutete.
Nachdem George in der Saison 2021/22 nur drei Mal in der Liga eingewechselt worden war, wechselte er Anfang Januar 2022 zum Ligakonkurrenten FC Erzgebirge Aue, bei dem er einen Vertrag bis zum 30. Juni 2023 unterschrieb.
Im August 2022 wechselte er zum Drittliga-Aufsteiger SpVgg Bayreuth.

## Erfolge
- Aufstieg in die 3. Liga als Meister der Regionalliga Bayern: 2016
- Aufstieg in die 2. Bundesliga: 2017